# Истории из будущего
«Истории из будущего» — цикл научно-популярных программ. Изначально с 14 апреля по 10 июня 2007 года программа выходила на телеканале «Культура», затем, с 7 июля по 25 декабря 2008 года — на «Первом канале», а с 31 января 2010 по 13 мая 2018 года — в эфире «Пятого канала» по воскресеньям в 10:00.

## О программе
В передаче Михаил Ковальчук, президент НИЦ «Курчатовский институт», беседует о проблемах современной науки с ведущими научными деятелями страны, исследователями и экспертами. Ведутся разговоры на доступном для простого зрителя языке о нанотехнологиях, генной инженерии, об информационных технологиях, о развитии атомной отрасли в России и многом другом.
Задачей программы, по словам её авторов, является «популяризация инновационных научных проектов, которые обеспечивают будущее нашего общества».

## Гости программы
За время существования в передаче в качестве экспертов по различным вопросам принимали участие:
- Татьяна Черниговская — биолог, лингвист, психолог, профессор СПбГУ
- Вячеслав Ильин — заместитель директора НИИ Ядерной физики им. Д. В. Скобельцына
- Олег Нарайкин — заместитель директора РНЦ «Курчатовский институт» по научной работе, член-корреспондент РАН
- Александр Арчаков — директор НИИ биомедицинской химии им. В. Н. Ореховича, академик Российской академии медицинских наук
- Михаил Стриханов — ректор Национального исследовательского ядерного университета «МИФИ»
- Евгений Каблов — генеральный директор ФГУП «Всероссийский научно-исследовательский институт авиационных материалов», академик РАН
- Анатолий Черепащук — директор Государственного астрономического института им. П. К. Штернберга, академик Российской академии наук
- Сергей Кириенко — генеральный директор Государственной корпорации по атомной энергии «Росатом»
- Эльвира Набиуллина — министр экономического развития России
- Андрей Фурсенко — министр образования и науки Российской Федерации
- Валерий Тишков — директор Института этнологии и антропологии РАН
- Владимир Попов — директор Института биохимии им. академика Баха РАН
- Николай Колчанов — директор Института цитологии и генетики Сибирского отделения РАН, академик РАН
- Александр Макаров — директор Института молекулярной биологии имени В. А. Энгельгардта, академик РАН
- Николай Кудрявцев — ректор Московского физико-технического института
- Леонид Большов — директор Института проблем безопасного развития атомной энергетики РАН
- Альберт Гильмутдинов — министр образования и науки Республики Татарстан
- Владислав Панченко — директор Института молекулярной физики, член-корреспондент РАН
- Александр Литвак — директор Института прикладной физики, академик РАН
- Михаил Прохоров — российский предприниматель, президент частного инвестиционного фонда Группа ОНЭКСИМ, генеральный директор ОАО «Полюс Золото», президент Союза биатлонистов России, бывший лидер Всероссийской политической партии «Правое дело»
- Виктор Вексельберг — российский предприниматель, президент фонда «Сколково»
- Исаак Калина — министр Правительства Москвы, руководителя Департамента образования города Москвы[1]

А также многие другие российские и зарубежные научные деятели и эксперты из различных областей знаний.

## Награды
В 2007 году программа удостоена специального диплома «За тесное сотрудничество с выдающимися деятелями науки» на IV Всероссийском фестивале научно-образовательных и просветительских программ «Разум. XXI век».